# 広田半島
広田半島（ひろたはんとう）は、岩手県陸前高田市広田町に位置する半島。西側に広田湾、東側に大野湾が位置し、南側から東側にかけては太平洋に開いており、全体として「8」の字状にくびれた形状をしている。

## 観光地
広田半島の東の付け根にあたる位置にある蛇ヶ崎（じゃがさき）一帯には、海食崖などの急峻な地形が見られ、「蛇ヶ崎」の指定名称で天然記念物となっている。
広田半島の東側には、大野湾に面して広田海水浴場が設けられている。
広田半島の南東部に位置する黒崎仙峡はリアス式海岸地形の景勝地となっており、近くには黒崎仙峡温泉がある。

## 東日本大震災による被災
2011年3月11日の東日本大震災の際には、広田湾と太平洋の両方から津波が襲い、大きな被害を出した。広田半島の入口にあたる部分の幹線道路が使用不能となり、半島内の集落は物資補給が困難になって孤立化した。